# Momčilo Đujić

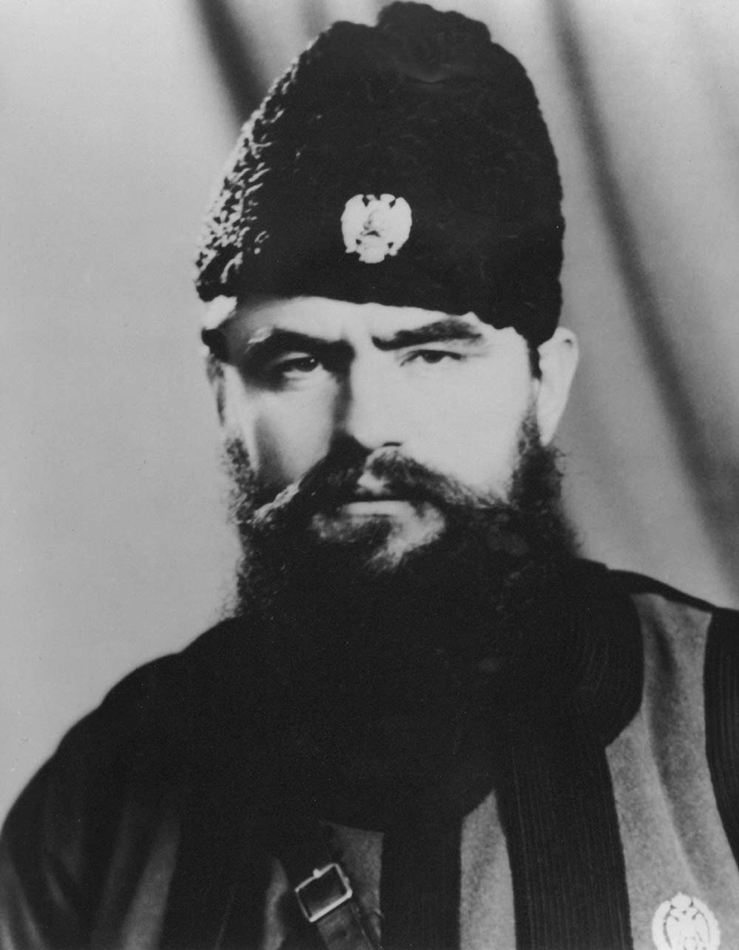
Momčilo Đujić (zwischen 1941 und 1945)

Momčilo Đujić (serbisch-kyrillisch Момчило Ђујић; * 27. Februar 1907 in Kovačić bei Knin; † 11. September 1999 in San Diego) war ein serbisch-orthodoxer Priester serbischer Tschetnik-Verbände im Zweiten Weltkrieg. Als solcher war er ein Kollaborateur mit dem NS-Staat und dem faschistischen Italien sowie ein Kriegsverbrecher. Jugoslawien verurteilte ihn 1947 in Abwesenheit als Kriegsverbrecher und stellte 1988 einen Auslieferungsantrag, dem die Vereinigten Staaten jedoch nicht nachkamen. Auch Kroatien legte ihm und seiner „Dinarischen Tschetnik-Division“ zahlreiche Kriegsverbrechen zur Last.

## Leben
Đujić führte die berüchtigte „Dinarische Tschetnik-Division“, die gemeinsam mit der italienischen Armee militärische Operationen gegen Tito-Partisanen, vor allem im nördlichen Dalmatien und westlichen Bosnien, durchführte. Đujićs Tschetnik-Verband war der Hauptverbündete der faschistischen italienischen Besatzungsmacht im dalmatinischen Hinterland. Đujić gelang es durch die Ausschaltung von teils unwilligen Konkurrenten, bis zum Spätfrühling 1942 zu einem der schillerndsten Vertreter und Oberbefehlshaber aller serbisch-nationalistischen Tschetnik-Bewegungen in der Region um Knin zu werden. Durch Absprachen mit der italienischen und später deutschen Besatzungsmacht und regionalen kroatischen Behörden gelang es ihm, eine serbische Einflusszone innerhalb des Unabhängigen Staats Kroatien zu etablieren. Seine Machtfülle erlaubte es ihm, den Befehlen seines nominellen Führers Draža Mihailović und der Italiener nach eigenem Gutdünken Folge zu leisten und seine eigenen Ziele im Kampf gegen die kommunistischen Partisanen zu verfolgen.
Nach der Kapitulation Italiens im September 1943 wurde Đujić von Mihailović angewiesen, „mehr als bisher“ mit der deutschen Besatzungsmacht zusammenzuarbeiten, da Mihailović „wegen Volksmeinung nicht mitmachen [könne]“. Nach dem Einrücken der deutschen Wehrmacht in die ehemalige italienische Besatzungszone Jugoslawiens machten sich Đujić und seine DTD durch den Schutz der Verkehrswege (vor allem der Bahnverbindung Knin–Drniš) unentbehrlich. Eine bereits angewiesene Festnahme von Đujić und die Entwaffnung seiner Truppe durch die 114. Jäger-Division wurde daher nicht ausgeführt.

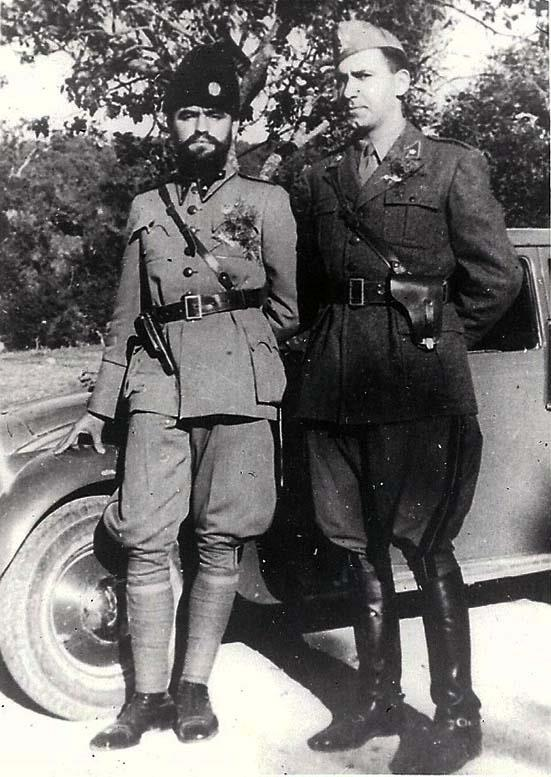
Đujić (links) mit einem italienischen Offizier (zwischen 1941 und 1943)

Gegen Kriegsende konnte er sich nach Italien absetzen. Er wanderte in die Vereinigten Staaten aus und gründete in Chicago die serbisch-nationalistische Organisation der serbischen Tschetniks Ravna Gora. Đujić ernannte am Veitstag 1989 Vojislav Šešelj zum Tschetnik-Woiwoden, was Đujić später öffentlich bedauerte und entschuldigte, nachdem Šešelj mit Slobodan Milošević paktiert hatte.

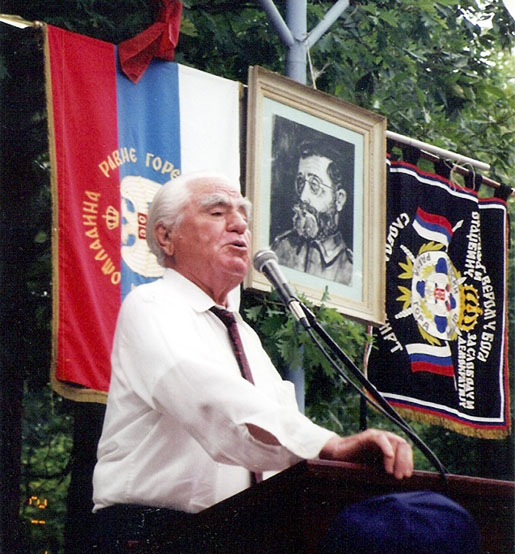
Momčilo Đujić spricht auf einer Veranstaltung des OSČ in Kanada (1991)

## In den Medien
Während des Kroatien- und Bosnienkriegs widmete ihm der nationalistische serbische Sänger Baja Mali Knindža (Mirko Pajčin) 1992 das erfolgreiche Lied Vrati se Vojvodo (Komm zurück, Woiwode), in dem er sich an Đujić wendet und ihn bittet, in die Krajina zurückkehren. Auf dem Titelbild von Pajčins Album Pobijediće istina (Es wird die Wahrheit gewinnen) aus dem Jahr 1994 posiert der Sänger mit Šajkača, einer Steinschlosspistole und in einem T-Shirt, welches das Abzeichen von Đujićs Dinarischer Tschetnik-Division trägt.